# スリーパーズ
『スリーパーズ』（Sleepers）は、1996年のアメリカ合衆国のドラマ映画及び同名の原作小説。

## ストーリー
あるいたずらが原因で過失傷害を問われ、少年院に送られたロレンツォ（シェイクス）、マイケル、トミー、ジョンの4人の少年を待っていたのは、看守たちからの性的虐待だった。圧倒的な暴力を前になすすべもなく、少年たちは心に深い傷を負う。
ある日の院内のフットボールの試合中、シェイクスたちはリーダー格でギャングの息子であるリゾを引き込み、日頃の虐待の恨みを暴力で晴らすが、その後リゾは看守らに「殴る場所がなくなるまで」殴られて死んだ。
やがて成人した4人のうち、ジョンとトミーがレストランでかつての看守であるノークスに出会い、射殺してしまう。検事補になり、今事件を担当することになったマイケル、新聞記者となったシェイクスは2人を無罪に、そして少年院であった虐待を公にすることを誓い、奮闘する。
まず、呑んだくれの弁護士スナイダーにマイケルが密かに用意した台本どおりに弁護をさせ、裁判に証人として出廷した元看守の1人であるファーガソンに虐待があったことを認めさせる。次に、もう1人の元看守アディソンは、リゾを院内で撲殺したことをギャングの兄リトル・シーサーに密告され、射殺される。残りの1人で現在は刑事となっていた男スタイラーは、シェイクスの密告によって収賄と殺人の容疑で逮捕される。
レストランにいた客が2人を見たと証言した不利な状況で、シェイクスは4人をよく知るボビー神父に聖職者は嘘をつかないと知った上で偽の証言をしてほしいと懇願する。少年院であった出来事を幼馴染のキャロルや神父に打ち明け、数週間後、神父は出廷し、事件当夜は被告の2人とバスケットボールの観戦をしに行っていたと偽の証言をする。
看守への復讐が着々と進み、残るは無罪判決のみ。判決は無罪。その後、4人とキャロルは祝杯をあげる。これが5人が集まった最後の夜となった。

## 登場人物

### 主要人物
ロレンツォ・カルカテラ
演 - ジェイソン・パトリック（少年時代：ジョー・ペリーノ）
本作の主人公にして語り手。愛称はシェイクス。少年院の出所後は新聞記者見習いになりマイケルと連携して性的虐待に携わった看守たちを追い詰めていく。そのうちの1人スタイラーを何者かから入手した証拠を手に刑事ダヴェンポートに密告し彼の逮捕に貢献し、ジョンとトミーの裁判では出廷してきたファーガソンの自白をこの目に焼き付けた。裁判後は地方記者として出世しており、人生の奈落から転落した4人の中で唯一幸福な人生を歩むこととなった。
マイケル・サリヴァン
演 - ブラッド・ピット（少年時代：ブラッド・レンフロ）
シェイクスのグループのリーダー格で本作のもう1人の主人公。少年院の出所後は地方検事になり密かに看守たちに復讐する機会を窺っていたが、ジョンとトミーがノークスを殺害したことで実行に移すことになる。裁判の後は検事をやめ、イギリスの田舎で大工をしている。
少年時代にホットドッグ屋で盗みを働くことを提案したことで後にジョンとトミーを破滅の道に進むきっかけとなってしまったが、自らもジョンとトミーの裁判で自ら破滅の道に進むことを悟っており、裁判後は宣言通り検察の道から身を引くこととなった。
ボビー・カリロ
演 - ロバート・デ・ニーロ
ヘルズ・キッチンにある教会の神父。ジョンとトミーの裁判で2人を目撃証言がある状況下で、2人とバスケットボールを見に行ったという嘘の証言をしたことでジョンとトミーを救う。
ダニー・スナイダー
演 - ダスティン・ホフマン
ジョンとトミーが逮捕された際に、わざと無罪にするためマイケルが用意した飲んだくれの弁護士。
ショーン・ノークス
演 - ケヴィン・ベーコン
ウィルキンソン少年院の看守でシェイクスがいる階を担当する看守のリーダー格。昔から支配欲が強く、少年たちに性的虐待をする根っからの外道。その結果、1981年の秋にレストランで食事しているところを大人になったジョンとトミーの2人と再会、ギャングになった2人を「地獄に落ちろ！」と罵るもジョンに「お前の後に地獄に落ちる。」と返されこのまま2人に7発の銃弾を浴びせられ、殺害される。

### シェイクスとマイケルの関係者
ジョン・ライリー
演 - ロン・エルダード（少年時代：ジェフリー・ウィグダー）
シェイクスのグループの1人。少年時代は一番の小柄だが、トミーより1つ年上で将来は神父の道に進むことを望んでいた。1955年3月2日生まれ。少年院の出所後はトミーと共にギャング団の一員となり、10代の頃に窃盗と殺人の常習で4人もの人間を殺害。酒浸り・コカイン中毒・少年時代からは想像できないほどの短気な性格になっている。行きつけのバーで偶然再会したノークスを殺害して逮捕される。マイケルによって無罪放免された数年後の1984年3月16日に5件の殺害容疑がかかった状況下の中、安アパートに入った何者かによってジンが入った酒瓶で頭部を殴られ、殺害される。
自身がトミーとともに逮捕された際の裁判を担当する際の検事がマイケルだと知り、彼の手で有罪になることを覚悟していたが、彼の真意を聞き態度を軟化した。
トーマス・マルカノ
演 - ビリー・クラダップ（少年時代：ジョナサン・タッカー）
シェイクスのグループの1人でグループ最年少。愛称はトミー。少年院の出所後はジョンと共にギャング団の一員となり17歳で初めて人間を殺害する。ジョン同様酒と薬物を所持、4人の中で唯一の既婚者だが、妻とは絶縁状態である。行きつけのバーで偶然再会したノークスを殺害して逮捕される。マイケルによって無罪放免された数年後の1984年3月16日の自身が28歳の時にジョンを失い、その1年後の1985年7月26日に何者かが放った銃弾を至近距離から5発受け死亡。死後1週間以上たった後に発見された。享年29。
キャロル・マルチネス
演 - ミニー・ドライヴァー（少女時代：モニカ・ポリト）
シェイクスたちを知る女性で、少女期はマイケルに好意を抱いていた。大人になった後はソーシャルワーカーをしていたが、ジョンとトミーが警察に逮捕された後はシェイクスと共に傍聴していた。裁判の後はソーシャルワーカーをする一方、ジョン・トーマス・マイケルをマルチネス家の養子に迎えた。
キング・ベニー
演 - ヴィットリオ・ガスマン
ヘルズ・キッチンの一帯をシマにしている老ギャング。少年時代のシェイクスに頼まれ、彼に警察への賄賂の配達などの仕事を与えていた。ノークス殺害事件の際は、証人を買収する、ダニーを半ば脅す形でジョンとトミーの弁護を引き受けさせる、マイケルがジョンとトミーの仲間に消されないように、「マイケルは裏切り者だ。俺が手を下すから絶対に手を出すな」という風評を流すなどして、マイケルの計画を手助けした。その一方で、闇社会でシェイクス達の手を汚させたくまいと単独でリトル・シーサーと面会、彼の弟を死に追いやったのがアディソンであることを密告したことで間接的にアディソンの息の根を止めた。
駆け出しのころ自分の前歯が全て折れるほどの暴行を加えたあるギャングに、8年かけて裏社会にのし上がった後復讐を果たしたという逸話は、ヘルズ・キッチンの住人たちの語り草となっている。

### ウィルキンソン少年院
ラルフ・ファーガソン
演 - テリー・キニー
シェイクスがいる階を担当する看守の1人で戦争で殉職した州兵の息子。ノークスによる性的暴行に加担しているが、4人の中で罪の意識にさいなまれており、看守をやめた後は社会福祉局に転職、休日に日曜学校教師として仕事をするなどまっとうな生活を送っている。ノークスを表向きではいい友人と紹介しているが、自身の息子もノークスの性的暴行の被害を受けており、自身もジョンとトミーの裁判でごまかしていくうちにノークスに加担していることに気づき、プレッシャーに耐えきれず性的暴行の事実を認める。その後、自ら外出自粛を表明して法廷を去った。
ヘンリー・アディソン
演 - ジェフリー・ドノヴァン
シェイクスがいる階を担当する看守の1人で安定した仕事と給料に満足しているため働いている。ノークスによる性的暴行に加担しており、看守をやめた後にニューヨークの福祉官の職員に転職しても性的趣向は変わらず、キング・ベニーが自らの正体を知られ2週間後に職員を解雇されることを知り彼の陰謀により8000ドルの借金を背負った挙句、自身がリゾを自らの暴力で死亡させたことを彼の兄"リトル・シーサー"に密告され半殺しにされた後、空き野原でシーサーの部下に射殺された。
アダム・スタイラー
演 - レニー・ロフティン
シェイクスがいる階を担当する看守の1人で法科を卒業するための資金集めのために働いている。ノークスによる性的暴行に加担しているが、看守をやめた後は麻薬課の刑事となるが、ジョンとトミーに負けず劣らずの薬物中毒者で売人から賄賂と薬物を要求している。ノークス殺害の3週間前に売人を殺害しており、一連の行為を何者かから受け取る形でシェイクスに知られ、彼の密告を受けたダヴェンポートにより薬物取締法違反と収賄・売人殺害の容疑で逮捕された。
リゾ
演 - ユージン・バード
少年院に出所している少年。看守からの性的暴行にうんざりしていたマイケルの提案により、フットボール対決で看守を見返すことに。しかし、看守たちに勝利した後、アディソン主導による暴行により死亡した。世間からは肺炎により病死したことになっており、キング・ベニーが兄であるリトル・シーザーに自身の死の真相を語ったことによりアディソンの自滅につながることに。

### その他
フランク・マグチーコ
演 - ピーター・リニ
キング・ベニーの甥にあたるフランクリン署の殺人課の刑事。清廉で評判がいいと話題になっている。
ニック・ダヴェンポート
演 - ダニー・マストロジョルジオ
マグチーコの同僚に当たる刑事で内部監査部所属。警部昇進に命を燃やす野心家の一面があり、シェイクスが性的虐待に関わった看守の1人スタイラーを追い詰めるために情報提供者をばらさないという条件で彼からの密告を受ける。リトル・シーサーによるアディソン射殺の翌日にスタイラーを逮捕した。
リトル・シーサー
演 - ウェンデル・ピアース
キング・ベニーのギャングとは別のギャングのボスで少年院で撲殺されたリゾの兄。本名はエドワード・Ｇ・ロビンソン。面会したキング・ベニーからアディソンの借金を肩代わりする際に、弟の死の真相を聞かされたことで、弟の死の元凶であるアディソンを捕らえたのちに半殺しにしたうえで部下にアディソンの射殺を命じた。
ジョン・トーマス・マイケル・マルチネス
キャロルが養子として迎え入れた少年で、愛称はロレンツォと同じシェイクス。劇中では登場しないが、キャロルと一緒に自転車のメンテナンスをする所を写真に収めており、エピローグでジョンとトミーの生々しい遺体の写真と共に公開する形で明かされている。

## キャスト
| 役名                                 | 俳優                   | 日本語吹替 | 日本語吹替                                              | 日本語吹替   |
| 役名                                 | 俳優                   | ソフト版   | フジテレビ版                                            | VOD版        |
| ------------------------------------ | ---------------------- | ---------- | ------------------------------------------------------- | ------------ |
| ロレンツォ・カルカテラ（シェイクス） | ジェイソン・パトリック | 原康義     | 江原正士                                                | 岡井カツノリ |
| マイケル・サリヴァン                 | ブラッド・ピット       | 平田広明   | 堀内賢雄                                                | 下川涼       |
| ボビー・カリロ神父                   | ロバート・デ・ニーロ   | 大塚明夫   | 羽佐間道夫                                              | 宮内敦士     |
| ダニー・スナイダー弁護士             | ダスティン・ホフマン   | 堀勝之祐   | 小川真司                                                | 中博史       |
| ショーン・ノークス                   | ケヴィン・ベーコン     | 江原正士   | 中田和宏                                                | 佐藤せつじ   |
| ジョン・ライリー                     | ロン・エルダード       | 矢尾一樹   | 星野充昭                                                | 荒井勇樹     |
| トーマス・マルカノ（トミー）         | ビリー・クラダップ     | 森川智之   | 室園丈裕                                                | 石川賢利     |
| キング・ベニー                       | ヴィットリオ・ガスマン | 江角英明   | 納谷悟朗                                                | 小島敏彦     |
| キャロル・マルチネス                 | ミニー・ドライヴァー   | 勝生真沙子 | 水谷優子                                                | 西島麻紘     |
| 少年時代のシェイクス                 | ジョー・ペリーノ       | 岡野浩介   | 佐々木望                                                | 石川賢利     |
| 少年時代のマイケル                   | ブラッド・レンフロ     | 遠近孝一   | 私市淳                                                  | 海老名翔太   |
| 少年時代のジョン                     | ジェフリー・ウィグダー |            | くまいもとこ                                            | 有賀由樹子   |
| 少年時代のトミー                     | ジョナサン・タッカー   |            | まるたまり                                              | きそひろこ   |
| シェイクスの父                       | ブルーノ・カービー     | 原田一夫   | 青野武                                                  | 山中誠也     |
| ラルフ・ファーガソン                 | テリー・キニー         |            | 小島敏彦                                                |              |
| その他                               | N/A                    |            | 上田敏也 色川京子 水原リン 秋元羊介 伊藤健太郎 村井厚之 | 高嶺巌       |
|                                      |                        |            |                                                         |              |
| 演出                                 | 演出                   |            | 清水勝則                                                |              |
| 翻訳                                 | 翻訳                   |            | 栗原とみ子                                              |              |
| 調整                                 | 調整                   |            | 栗林秀年                                                |              |
| 効果                                 | 効果                   |            | 南部満治                                                |              |
| 制作                                 | 制作                   |            | ザックプロモーション                                    |              |

- ソフト版：1997年9月19日発売のVHSに初収録。
- フジテレビ版：初回放送1999年4月17日21:00-23:24 『ゴールデン洋画劇場』

堀内賢雄は、この作品で担当して以降、ブラッド・ピットの吹き替えを専属で務めることになる。
- VOD版：配信開始2018年10月17日

Netflix、Amazon Prime Video、U-NEXTで配信。

## スタッフ
- 監督：バリー・レヴィンソン
- 製作：バリー・レヴィンソン、スティーヴ・ゴリン
- 共同製作：ロレンツォ・カルカテラ（英語版）
- 製作総指揮：ピーター・ジュリアーノ
- 原作：ロレンツォ・カルカテラ
- 脚本：バリー・レヴィンソン
- 撮影：ミヒャエル・バルハウス
- プロダクションデザイン：クリスティ・ズィー
- 美術：ティム・ガルヴィン
- 編集：スチュー・リンダー（英語版）
- 音楽：ジョン・ウィリアムズ